# Nobela
Nobela – kolonia w Polsce położona w województwie łódzkim, w powiecie sieradzkim, w gminie Warta.
W latach 1975–1998 miejscowość położona była w województwie sieradzkim.
Znajduje się w odległości 8 km od Warty nad rzeką Niniwką.